# ماركا
ماركا هي إحدى مناطق عمان الشرقية في الأردن ضمن حدود مناطق أمانة عمان الكبرى وتقسم إلى ماركا الشمالية وماركا الجنوبية، وأهم مرافقها هو مطار ماركا الدولي المخصص للأغراض العسكرية وبعض الاستعمالات المدنية، كما تضم منطقة ماركا (مخيم حطين) أو مخيم شلنر للاجئيين الفلسطينيين ومحكمة أمن الدولة ومؤسسة الخط الحديدي الحجازي الأردني. وفي منطقة ماركا حي شهیر باسم«حي المعانیة» وتقطنه عائلات قدمت من مدینة معان جنوب الأردن وبعض العائلات الشامية وبعض العائلات التركية وسكنت العاصمة قبل عقود. بلغ عدد سكان ماركا بحسب إحصاء عام 2020 ما يقارب 167,648 نسمة.
تشتمل ماركا الشمالية على عدة أحياء كحي حمزة بن عبد المطلب الذي يتضمن جمعية حمزة للأيتام وجامع حمزة وملعب حمزة وحديقة حمزة والعديد من المرافق العامة إضافة إلى سلاح الجو الملكي وأكاديمية الطيران وأيضا حي المطار وحي المزارع وحي الونانات
وتشمل ماركا الجنوبية على عدة أحياء، كالحرشة ونادي السباق وصالحية العابد و إسكان المرقب وعدن والبيضة وتشهد توسعات كبيرة وشق طرق جديدة منذ عام 2000 وحتى اليوم.